# Joachim Schubart
| Odkryte planetoidy: 2 | Odkryte planetoidy: 2 |
| --------------------- | --------------------- |
| (2000) Herschel       | 29 lipca 1960         |
| (4724) Brocken        | 18 stycznia 1961      |
| 1.                    |                       |

Joachim Schubart (ur. 5 sierpnia 1928 w Berlinie) – niemiecki astronom.

## Życiorys
W 1952 roku ukończył studia z dyplomem astronoma. W 1955 roku uzyskał stopień doktora, a w 1967 habilitował się.
W latach 1955–1961 pracował w Obserwatorium w Sonnebergu. Od 1962 roku pracował w Astronomischen Rechen-Institut (ARI) w Heidelbergu, od 1970 jako główny obserwator.
W 1960 roku odkrył planetoidę (2000) Herschel, a w 1961 współodkrył planetoidę (4724) Brocken.
W uznaniu jego pracy jedną z planetoid nazwano (1911) Schubart.